# وان (مدينة)
مدينة وان (بالكردية: Wan) هي عاصمة محافظة وان تقع في شرق تركيا ويبلغ تعداد سكانها أكثر من نصف مليون نسمة ذات أغلبية كردية.

## المناخ
يظهر الجدول التالي التغييرات المناخية على مدار السنة لوان:
| البيانات المناخية لـوان                              | البيانات المناخية لـوان | البيانات المناخية لـوان | البيانات المناخية لـوان | البيانات المناخية لـوان | البيانات المناخية لـوان | البيانات المناخية لـوان | البيانات المناخية لـوان | البيانات المناخية لـوان | البيانات المناخية لـوان | البيانات المناخية لـوان | البيانات المناخية لـوان | البيانات المناخية لـوان | البيانات المناخية لـوان |
| الشهر                                                | يناير                   | فبراير                  | مارس                    | أبريل                   | مايو                    | يونيو                   | يوليو                   | أغسطس                   | سبتمبر                  | أكتوبر                  | نوفمبر                  | ديسمبر                  | المعدل السنوي           |
| ---------------------------------------------------- | ----------------------- | ----------------------- | ----------------------- | ----------------------- | ----------------------- | ----------------------- | ----------------------- | ----------------------- | ----------------------- | ----------------------- | ----------------------- | ----------------------- | ----------------------- |
| الدرجة القصوى °م (°ف)                                | 12.6 (54.7)             | 14.3 (57.7)             | 22.7 (72.9)             | 27.2 (81.0)             | 28.3 (82.9)             | 33.2 (91.8)             | 37.5 (99.5)             | 35.7 (96.3)             | 35.0 (95.0)             | 27.0 (80.6)             | 20.1 (68.2)             | 15.5 (59.9)             | 37.5 (99.5)             |
| متوسط درجة الحرارة الكبرى °م (°ف)                    | 1.9 (35.4)              | 2.6 (36.7)              | 6.6 (43.9)              | 12.8 (55.0)             | 18.3 (64.9)             | 23.7 (74.7)             | 27.9 (82.2)             | 28.0 (82.4)             | 23.9 (75.0)             | 17.1 (62.8)             | 10.0 (50.0)             | 4.4 (39.9)              | 14.8 (58.6)             |
| المتوسط اليومي °م (°ف)                               | −3.4 (25.9)             | −2.9 (26.8)             | 1.4 (34.5)              | 7.7 (45.9)              | 13.0 (55.4)             | 18.1 (64.6)             | 22.2 (72.0)             | 21.8 (71.2)             | 17.1 (62.8)             | 10.7 (51.3)             | 4.3 (39.7)              | −0.8 (30.6)             | 9.1 (48.4)              |
| متوسط درجة الحرارة الصغرى °م (°ف)                    | −7.6 (18.3)             | −7.2 (19.0)             | −2.7 (27.1)             | 2.8 (37.0)              | 7.1 (44.8)              | 10.9 (51.6)             | 14.7 (58.5)             | 14.7 (58.5)             | 10.8 (51.4)             | 5.7 (42.3)              | 0.3 (32.5)              | −4.6 (23.7)             | 3.7 (38.7)              |
| أدنى درجة حرارة °م (°ف)                              | −28.7 (−19.7)           | −28.2 (−18.8)           | −22.7 (−8.9)            | −17.5 (0.5)             | −1.5 (29.3)             | −2.6 (27.3)             | 3.6 (38.5)              | 6.6 (43.9)              | −0.1 (31.8)             | −7.5 (18.5)             | −18.6 (−1.5)            | −21.3 (−6.3)            | −28.7 (−19.7)           |
| الهطول مم (إنش)                                      | 32.4 (1.28)             | 32.8 (1.29)             | 46.4 (1.83)             | 56.0 (2.20)             | 47.7 (1.88)             | 18.4 (0.72)             | 5.3 (0.21)              | 3.4 (0.13)              | 14.6 (0.57)             | 42.5 (1.67)             | 48.4 (1.91)             | 37.7 (1.48)             | 385.6 (15.17)           |
| متوسط أيام هطول الأمطار                              | 9.9                     | 10.1                    | 12.0                    | 12.7                    | 11.4                    | 5.5                     | 2.1                     | 1.4                     | 2.3                     | 8.5                     | 9.0                     | 9.8                     | 94.7                    |
| متوسط الأيام المثلجة                                 | 9                       | 10                      | 8                       | 2                       | 0                       | 0                       | 0                       | 0                       | 0                       | 0                       | 3                       | 8                       | 40                      |
| متوسط الرطوبة النسبية (%)                            | 78                      | 77                      | 77                      | 72                      | 67                      | 59                      | 57                      | 53                      | 54                      | 65                      | 74                      | 78                      | 68                      |
| ساعات سطوع الشمس الشهرية                             | 145.7                   | 148.4                   | 192.2                   | 216.0                   | 288.3                   | 351.0                   | 378.2                   | 362.7                   | 306.0                   | 229.4                   | 171.0                   | 136.4                   | 2٬925٫3                 |
| المصدر #1: Devlet Meteoroloji İşleri Genel Müdürlüğü |                         |                         |                         |                         |                         |                         |                         |                         |                         |                         |                         |                         |                         |
| المصدر #2: Weather2                                  |                         |                         |                         |                         |                         |                         |                         |                         |                         |                         |                         |                         |                         |

## توأمة
لوان (مدينة) اتفاقيات توأمة مع كل من:
- بازل
- بورصة
- أوديسا

## معرض صور

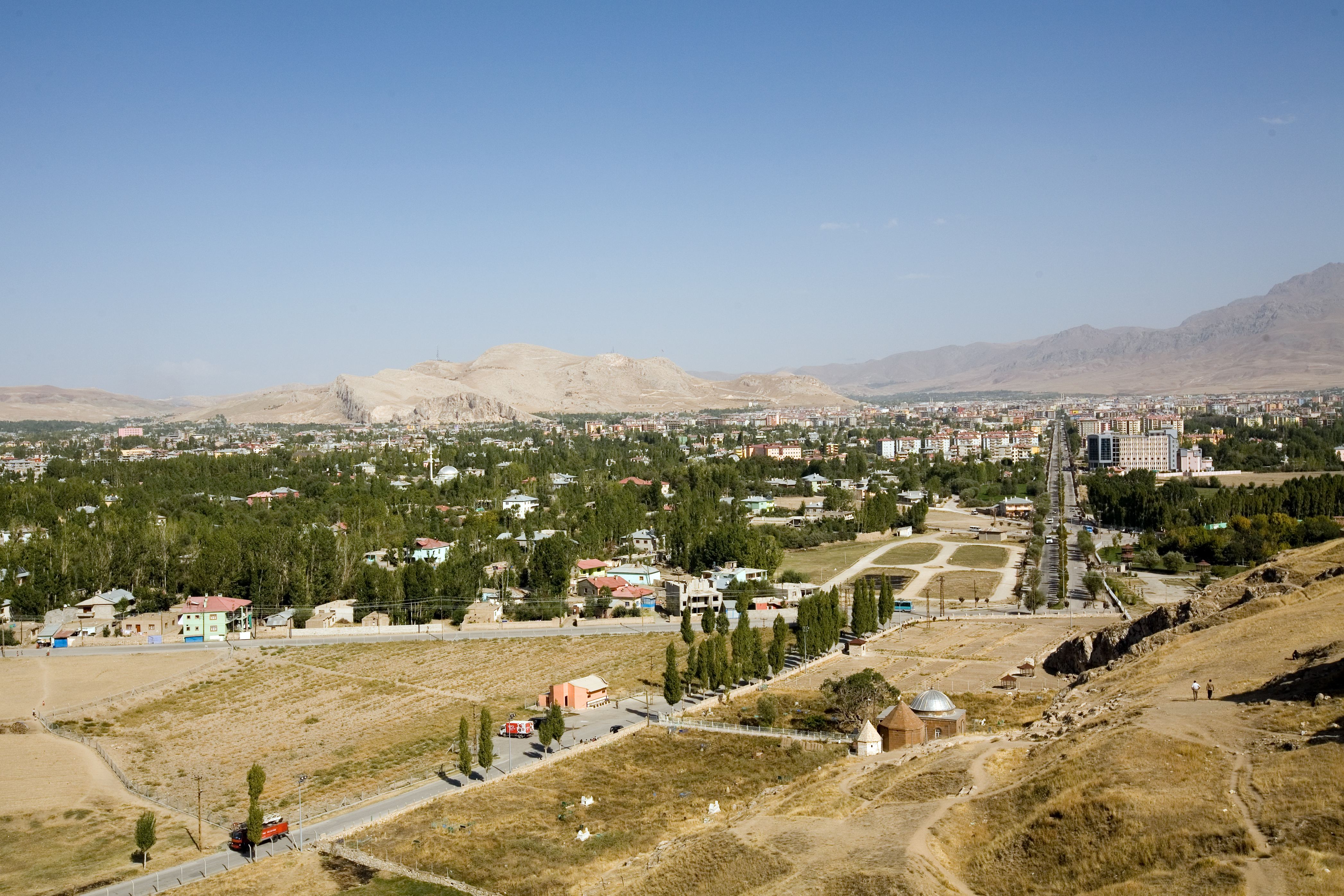
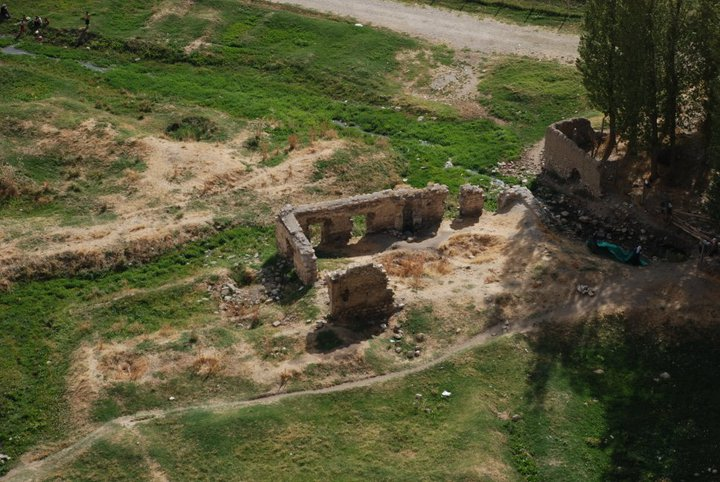
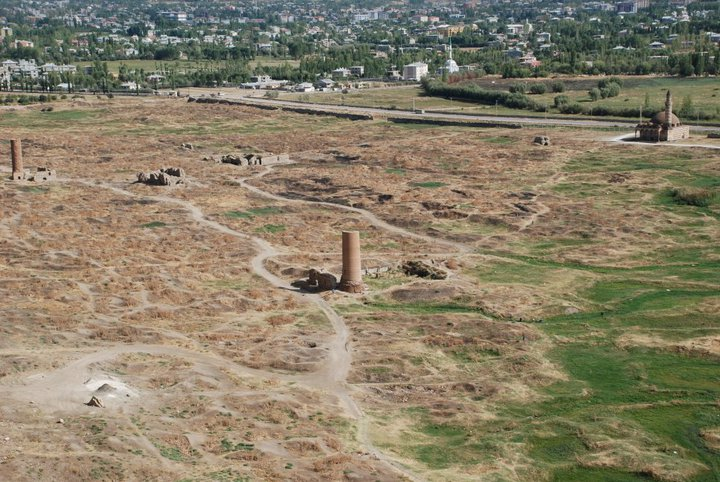
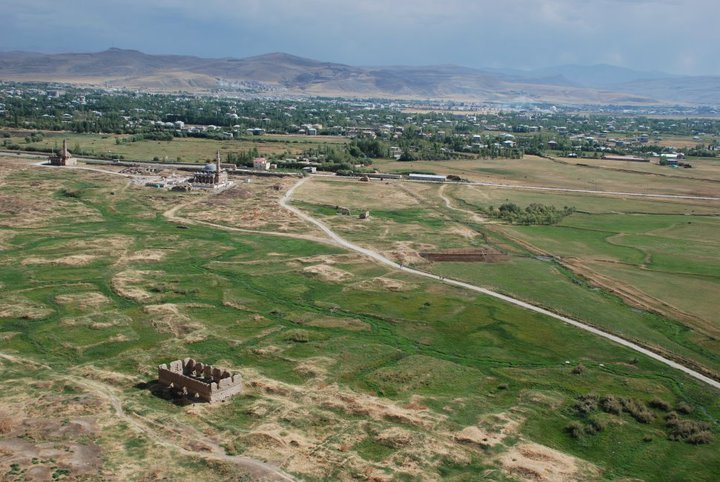

## أعلام
- أغاسي خانجيان
- بايرام اولغين
- إبراهيم سين
- أرشيل غوركي
- محمد بن مصطفى الواني